# Di Galitzyaner Klezmorim
Di Galitzyaner Klezmorim, trio klezmer de Cracovie, a été fondée en 1996 par des étudiants de l'Académie de musique. La composition actuelle du groupe date de 1998. Le trio crée ses propres arrangements de thèmes klezmer traditionnels. La clarinettiste Mariola Śpiewak, qui joue de l'instrument solo, est accompagnée par Grzegorz Śpiewak à l'accordéon et Rafał Seweryniak à la contrebasse.
Le groupe appartient au courant traditionnel de la musique klezmer, non seulement par le répertoire joué, mais également par la nature et la disposition des chansons. L'ensemble est lauréat d'un prix européen dans le domaine de la culture (Bâle, décembre 1998) et du premier prix du concours Open Chopin (ouvert à tous instruments à l'exception du piano) à Cracovie en juin 1999.
Depuis sa création le groupe donne une douzaine de concerts par an. Le groupe a participé à de nombreux événements culturels dans le pays (notamment le festival de la culture juive à Cracovie) et à l'étranger (concerts en Autriche, en Allemagne, en Suisse et en Suède). Il a également réalisé des enregistrements pour le cinéma, la radio (y compris sa participation à l'émission Les Horizons perdus, saison polonaise de la Radio suisse romande) et la télévision.
Le groupe prépare une nouvelle création, Petunia.

## Composition du groupe
- Mariola Śpiewak (clarinette) a obtenu son diplôme avec mention de l'Académie de musique de Cracovie en 2000. Presque dès le début de ses études, elle a développé un intérêt pour la musique klezmer en coopérant avec l'un des groupes de musique klezmer opérant à Kazimierz, à Cracovie. En 1996, avec son mari Grzegorz, elle fonde son propre groupe, Di Galitzyaner Klezmorim, et est coauteur de la plupart des chansons qui composent le répertoire du trio. Le fruit de la fascination pour cette musique est aussi la thèse de sa maîtrise intitulée La musique klezmer en tant qu'élément de la production historique de la tradition musicale juive (Cracovie 2000).
- Grzegorz Śpiewak (accordéon) est diplômé de l'Académie de musique de Cracovie en 1999. Il a participé à des compétitions en tant que soliste et musicien de chambre. Depuis plusieurs années, son activité artistique se concentre principalement sur la musique klezmer. Il a acquis de l'expérience dans ce domaine en jouant dans l'un des groupes klezmer du quartier Kazimierz de Cracovie. Cofondateur du groupe Di Galitzyaner Klezmorim avec son épouse Mariola il est l'auteur de la plupart des arrangements qui composent le répertoire du trio. Depuis 1998, il enseigne en tant que professeur d’accordéon à l’école de musique Karłowicz, à Cracovie.
- Rafał Seweryniak (contrebasse) est diplômé de l'Académie de musique de Cracovie en 1998. La même année, il rejoint le groupe Di Galitzyaner Klezmorim. Outre la musique klezmer, la musique baroque occupe une place importante dans son activité artistique. Une spécialisation dans la pratique de la contrebasse et du violon baroque est une manifestation d'intérêt pour les pratiques de performance anciennes. Il a participé à des cours d'interprétation de la musique ancienne dirigés par des membres de l'orchestre du XVIIIe siècle et de l'Académie d'été de musique ancienne de Wilanów. Il a été actif dans les ensembles de musique ancienne de Cracovie, comme Collegium Cracoviense, In Concerto et d'autres.

## Discographie
- Di Galitzyaner Klezmorim (2000) - ART CD. Enregistrement en 1999. Réédition en 2004 label Tylkomuzyka. Le disque comporte onze titres[2].
- Nokh Amol (2003) - Label Tylkomuzyka[3] Le disque comporte dix titres.
- Ponad horizont (Au-delà de l'horizon) (2012) Le disque comporte sept titres[4].